# Dennis Specialist Vehicles

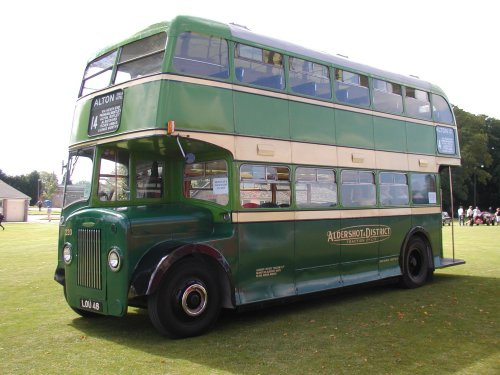
Dennis Lance bus in Aldershot and District Traction Company livery

Dennis Specialist Vehicles Limited var en brittisk karossbyggare och byggare av specialfordon i Guildford i England. Bolaget är mest känt för sin tillverkning av räddningstjänstfordon (brandbilar) men tillverkade även bussar och sopbilar (idag Dennis Eagle) samt flygplatsfordon.
Dennis grundades 1895 under namnet Dennis Brothers Ltd av John Dennis och Raymond Dennis. 1903 tillverkades den första bussen och 1908 den första brandbilen. 1972 köptes Dennis av Hestair Group och 1989 såldes det till Trinity Holdings och 1998 till Mayflower Corporation.
Delar av Dennis ingår sedan 2001 i Transbus International som idag heter Alexander Dennis.